# لی‌لی الباکیان
لی‌لی آرمنی اِلباکیان (ارمنی: Լիլի Արմենի Էլբակյան؛ ۱۱ مهٔ ۱۹۸۶) یک بازیگر هنرپیشه سینما و تئاتر و کارگردان تئاتر اهل ارمنستان بود. الباکیان. وی از سال ۲۰۰۴ میلادی تاکنون فعالیت می‌کند.

## زندگی‌نامه
وی در ۱۱ مه ۱۹۸۶ در ایروان به دنیا آمد و در سال ۲۰۰۸ از دپارتمان کارگردانی انستیتو دولتی سینما و تئاتر ایروان فارغ‌التحصیل شد. وی همچنین برندهٔ جوایزی همچون مدال طلای وزارت فرهنگ جمهوری ارمنستان و جوایز آرتاوازد شده است.

## گزیده فیلمشناسی
از فیلم‌ها یا برنامه‌های تلویزیونی که وی در آن نقش داشته است می‌توان به سوپر مامای ۲ (۲۰۱۷) اشاره کرد.

## یادداشت
1. ↑  Համո Ադիյան